# Charlotte von Preußen (1831–1855)

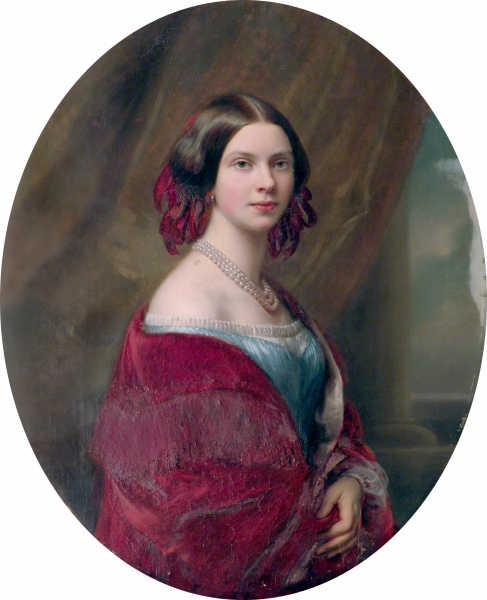
Charlotte von Preußen, Erbprinzessin von Sachsen-Meiningen

Friederike Luise Wilhelmine Marianne Charlotte von Preußen (* 21. Juni 1831 im Schloss Schönhausen bei Berlin; † 30. März 1855 in Meiningen) war eine preußische Prinzessin und durch Heirat Erbprinzessin von Sachsen-Meiningen.

## Leben
Charlotte war die älteste Tochter des Prinzen Albrecht von Preußen (1809–1872), einem Bruder Kaiser Wilhelms I. und König Friedrich Wilhelms IV. von Preußen, sowie von Marianne von Oranien-Nassau (1810–1883), der jüngsten Tochter König Wilhelms I. der Niederlande. 1849 wurde die Ehe ihrer Eltern geschieden. Albrecht von Preußen hatte seit 1845 ein außereheliches Verhältnis mit Rosalie von Rauch, Hofdame Mariannes und Tochter des preußischen Kriegsministers Gustav von Rauch, was Anlass für die Trennung des Ehepaares gewesen war. Marianne begann 1848 eine Liebesbeziehung mit ihrem Kutscher und späteren Kabinettssekretär Johannes van Rossum. Als sie 1849 von ihm ein Kind bekam, wurde sie vom preußischen Hof verstoßen. Die Vormundschaft für Charlotte und ihre beiden jüngeren Geschwister Albrecht und Alexandrine ging an Königin Elisabeth über.
Charlotte heiratete am 18. Mai 1850 im Schloss Charlottenburg den damaligen Erbprinzen von Sachsen-Meiningen (ab 1866 Herzog Georg II. von Sachsen-Meiningen) (1826–1914). Als einer ihrer Bewerber war auch der spätere sächsische König Albert aufgetreten. Anlässlich der Hochzeit erhielt das Paar vom preußischen König den Nordflügel des Marmorpalais als Wohnstätte überwiesen. In der Residenzstadt Meiningen, der Heimatstadt ihres Ehemanns, wurde der „Bibrabau“ des Schlosses Elisabethenburg als weitere Wohnstätte hergerichtet. Dort brachte Charlotte am 1. April 1851 mit Bernhard, den späteren Herzog Bernhard III., ihr erstes Kind zur Welt. Meistens hielt sich aber das Paar in der italienischen Villa Carlotta in Tremezzo am Comer See auf, die Charlotte von ihrer Mutter zur Hochzeit zum Geschenk erhielt und die Georg aufwändig umgestalten ließ. Ab 1853 lebte das Paar in Potsdam, nachdem Georg eine Offiziersstelle beim 1. Garderegiment zu Fuß der Preußischen Armee antrat.
Am Sachsen-Meiningischen Hof in Meiningen, außerhalb Preußens, ermöglichte Charlotte ihrem Vater 1853 die Vermählung mit der nicht standesgemäßen Rosalie von Rauch. Charlottes Ehemann verlieh ihr den Titel einer Gräfin von Hohenau, und es wurde eine morganatische Ehe geschlossen. Die beiden mussten jedoch Preußen verlassen und ließen sich in Dresden das Schloss Albrechtsberg erbauen.
Charlotte galt als musikalisch äußerst talentiert und wurde durch den Musikpädagogen und Komponisten Julius Stern ausgebildet. Sie komponierte unter anderem den Geschwindmarsch (Marsch des Garde-Kürassier-Regiments) Nr. 55 und den Defiliermarsch für türkische Musik Nr. 162. Ersterer wurde in die Armeemarschsammlung aufgenommen. In Meiningen und auf Schloss Altenstein musizierte, tanzte und spielte sie Theater gemeinsam mit Künstlern und ließ wissenschaftliche Vorträge abhalten.
Wieder in Meiningen wohnend, starb am 27. Januar 1855 der dreijährige Sohn Georg Albrecht. Einen Tag nach der Geburt des letzten Kindes starben am 30. März 1855 zunächst der namenlos gebliebene Sohn und wenige Stunden später Charlotte im Kindbett. Sie wurde auf dem Parkfriedhof Meiningen beigesetzt.

## Nachkommen
Aus ihrer Ehe gingen vier Kinder hervor:
- Bernhard III. (1851–1928), Herzog von Sachsen-Meiningen

⚭ 1878 Prinzessin Charlotte von Preußen (1860–1919)
- Georg Albrecht (1852–1855)
- Marie Elisabeth (1853–1923)
- Sohn (*/† 1855)